# 九鼎寺南北塔
九鼎寺南北塔位于云南省大理州祥云县祥城镇，县城西北的小官村水库旁九鼎山上，又称九鼎山双塔，建于明嘉靖年间，均为密檐式实心砖塔，两塔南北相距约60米。

## 历史
据康熙《云南县志》，九鼎寺建于唐；而据民国年间立《重修祥云九峰山玉峰庵暨九峰山碑记》，九鼎山于明洪武年间建寺，宣德、嘉靖年间增建。山上有华严寺、昆卢殿、智光寺、玉峰庵、望春亭、碧霞庵、龙泉寺、三教阁、妙胜阁、土主庙、双塔等建筑，“九鼎云峰”列祥云古八景之一，游人香客众多。清咸丰七年（1857年），大部分建筑被毁。1948年重修并随潮流开辟公园。“文革”中玉峰庵、土主庙被拆毁，仅存双塔。1991年10月，玉峰庵大雄宝殿重建完成，“大雄宝殿”牌匾由中国佛教协会会长赵朴初题写，并在五佛洞内塑了释迦牟尼、文殊、普贤、地藏、观音菩萨五座泥像。此后九鼎山游人不绝，1998年还修建了寺至山脚的公路。2018年8月，玉峰庵面殿落成。2021年8月，济世殿在旧址之上落成。
双塔的始建年代未见于史志。南塔最上一级南北两面各嵌小石碑，北面上刻“大明嘉靖拾玖年陆月吉日造”，则南塔当建于明嘉靖十九年（1541年）。有资料称北塔建于嘉靖二十六年（1547年），更多资料则言年代不详。另有资料据时任姚安知府李贽的《九鼎山感元事》七律二首认为双塔建于元代。1983年5月30日，九鼎寺南北塔列入第一批祥云县文物保护单位。1990年，县文管所进行修复。2013年10月23日，列入第五批大理州文物保护单位。

## 结构
南北两塔均为密檐式实心砖塔。南塔在玉峰庵前，共9级，高约9.1米，平面呈方形，方形基座边长1.9米；塔檐结构同北塔；塔身第三级起，每级四面各设一龛，内置二十八宿像各一尊；最上一级南北面各嵌小石碑，南面刻“南无阿弥陀佛，南无多宝如来”，北面刻“大明嘉靖拾玖年陆月吉日造”等字；塔刹为石质葫芦顶。北塔在玉峰庵后，共7级，高约7.2米，平面呈六边形，基座边长0.9米，每级塔檐均用三层方砖叠涩出挑，塔檐较小；南面第4级有一龛洞；塔刹为石质球状。两塔经多次修葺后现保存完好，且保持了历史原貌。

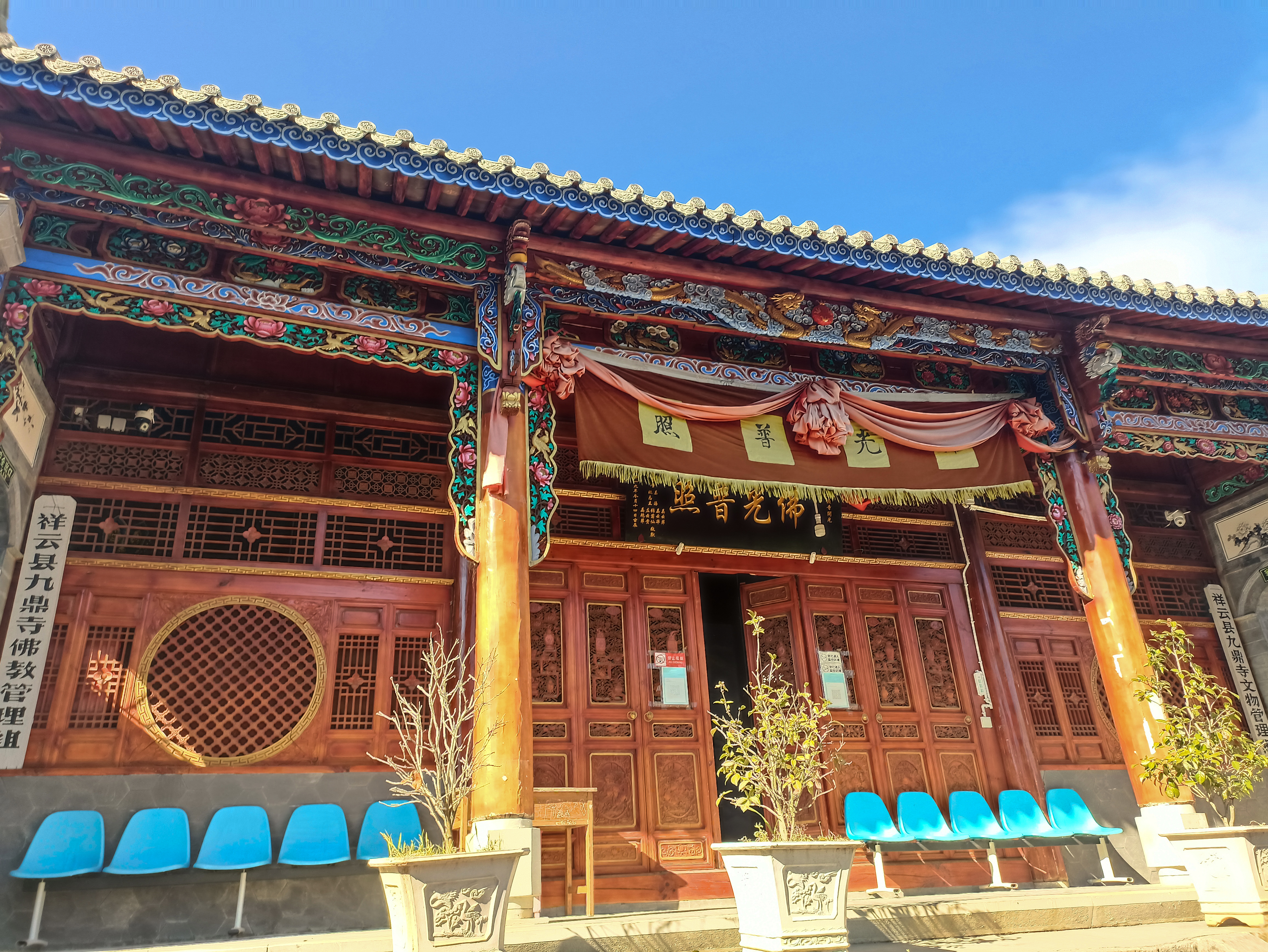
面殿
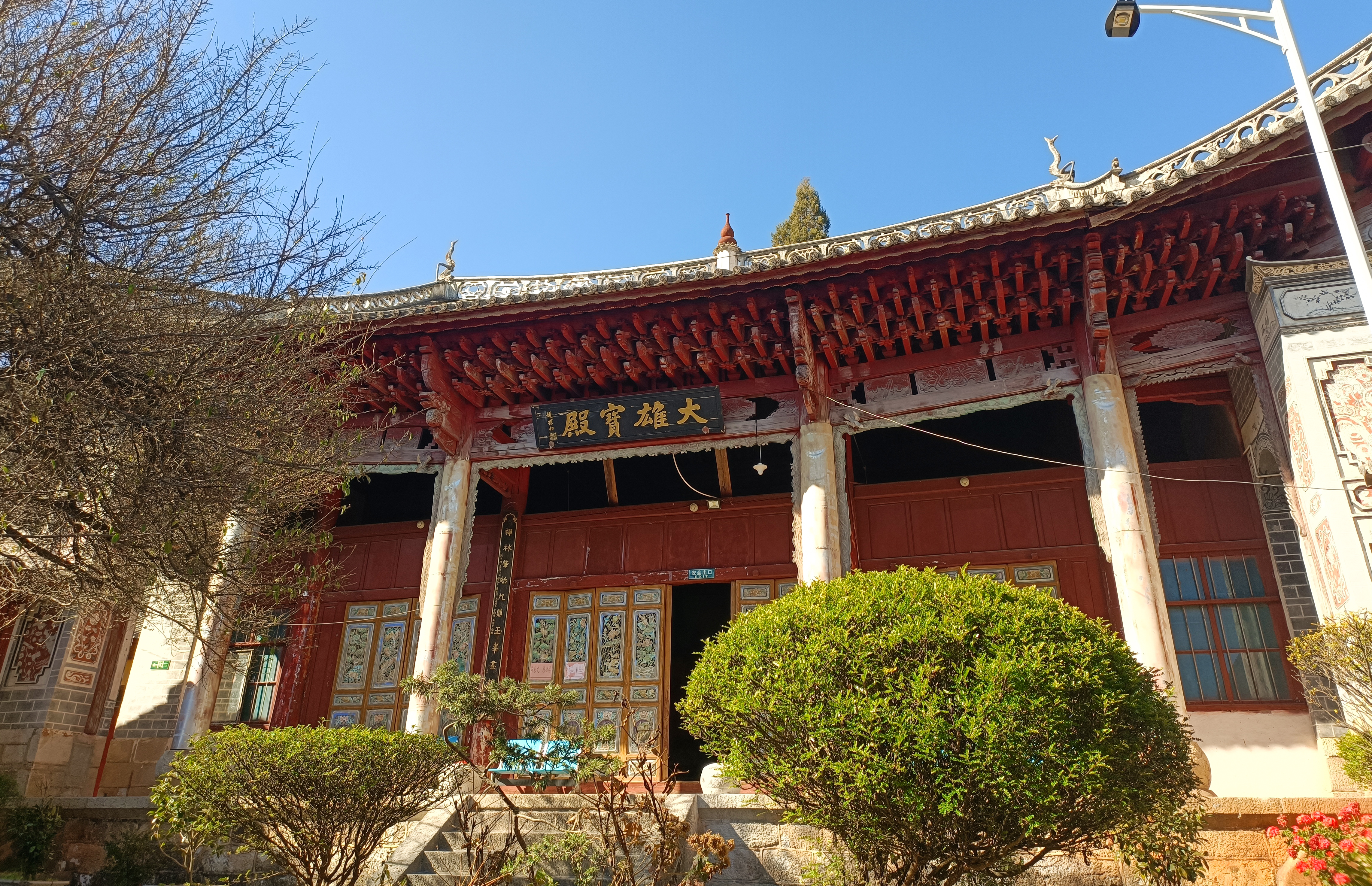
大雄宝殿
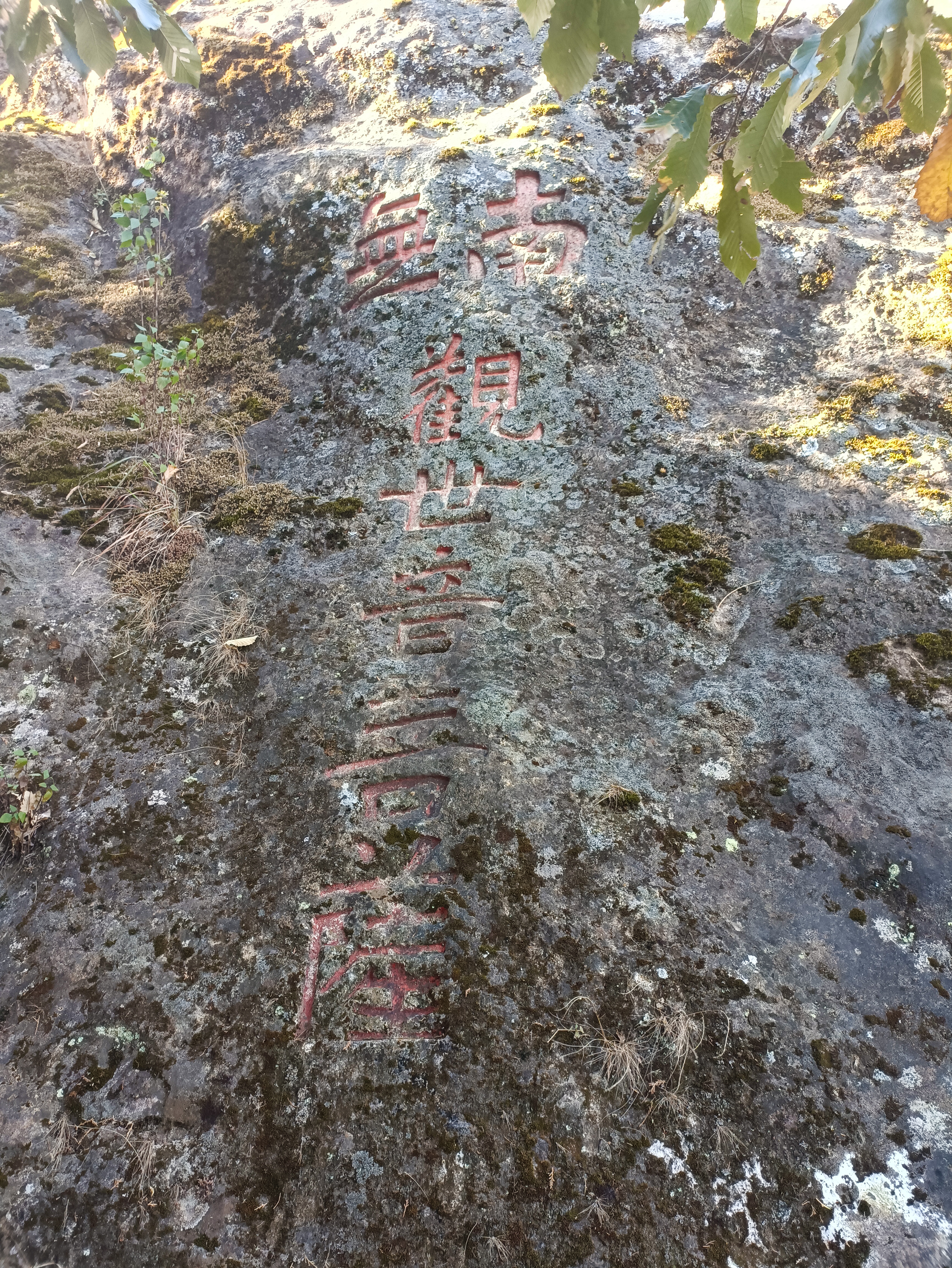
摩崖
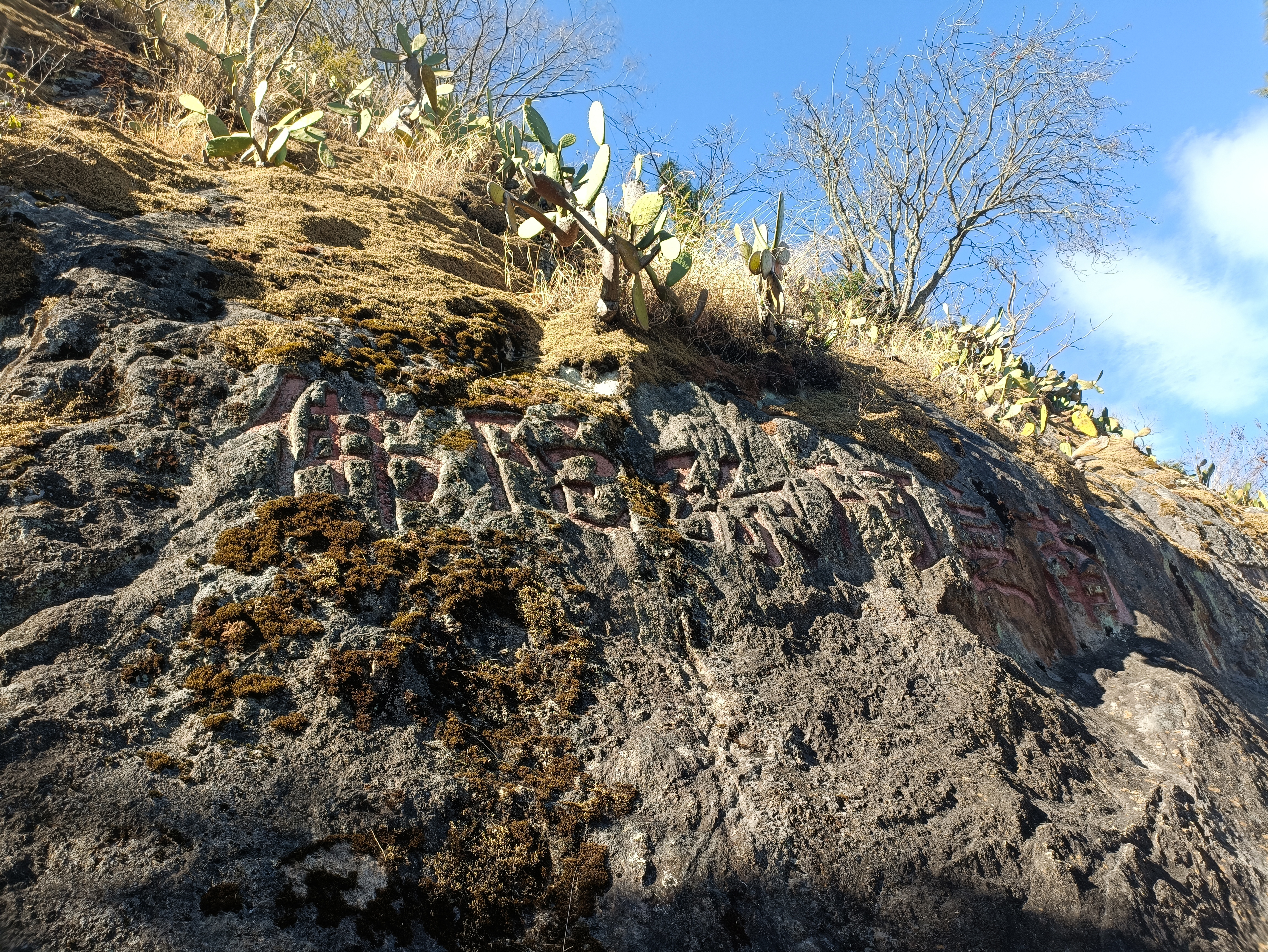
摩崖
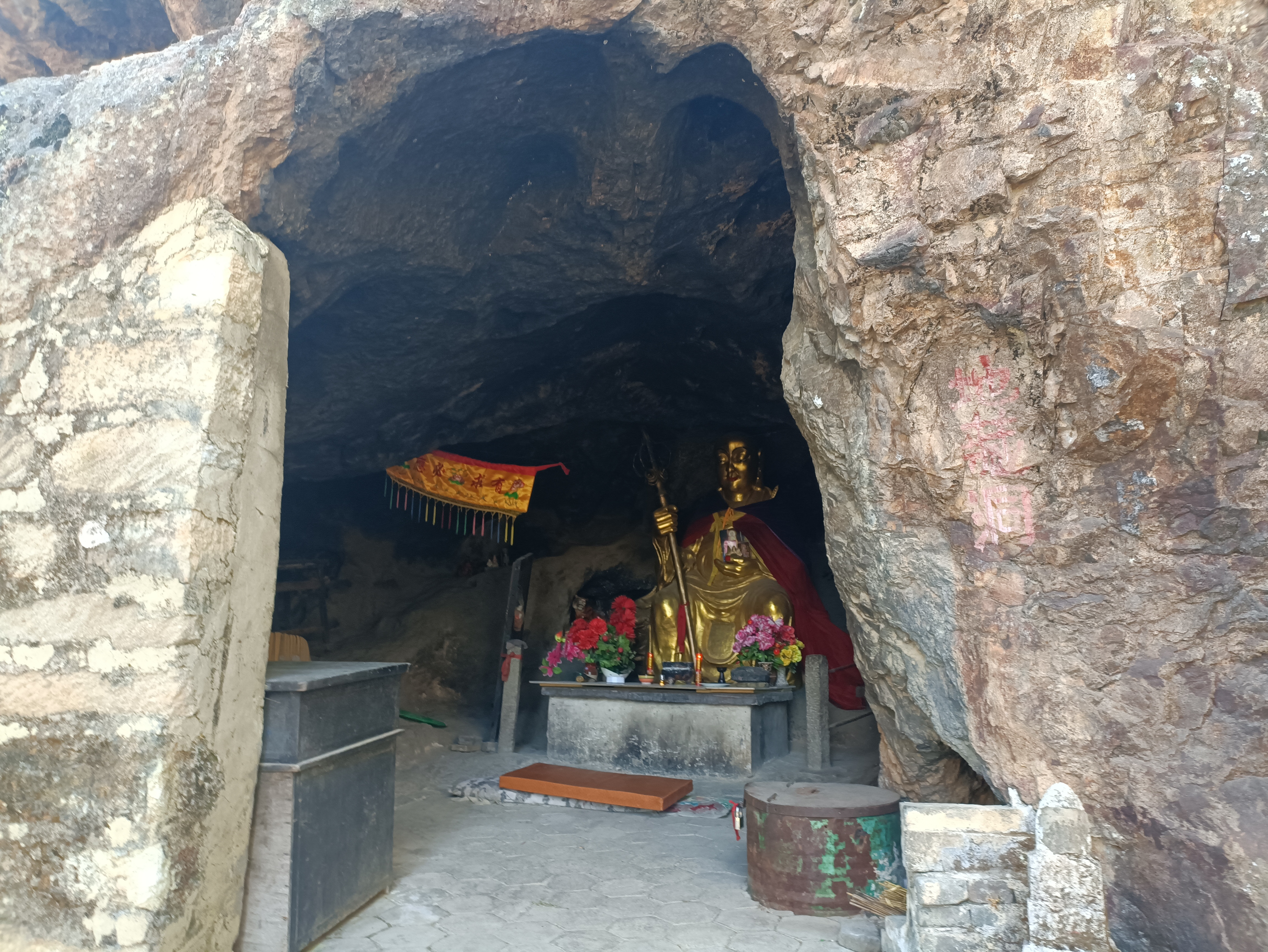
地藏洞
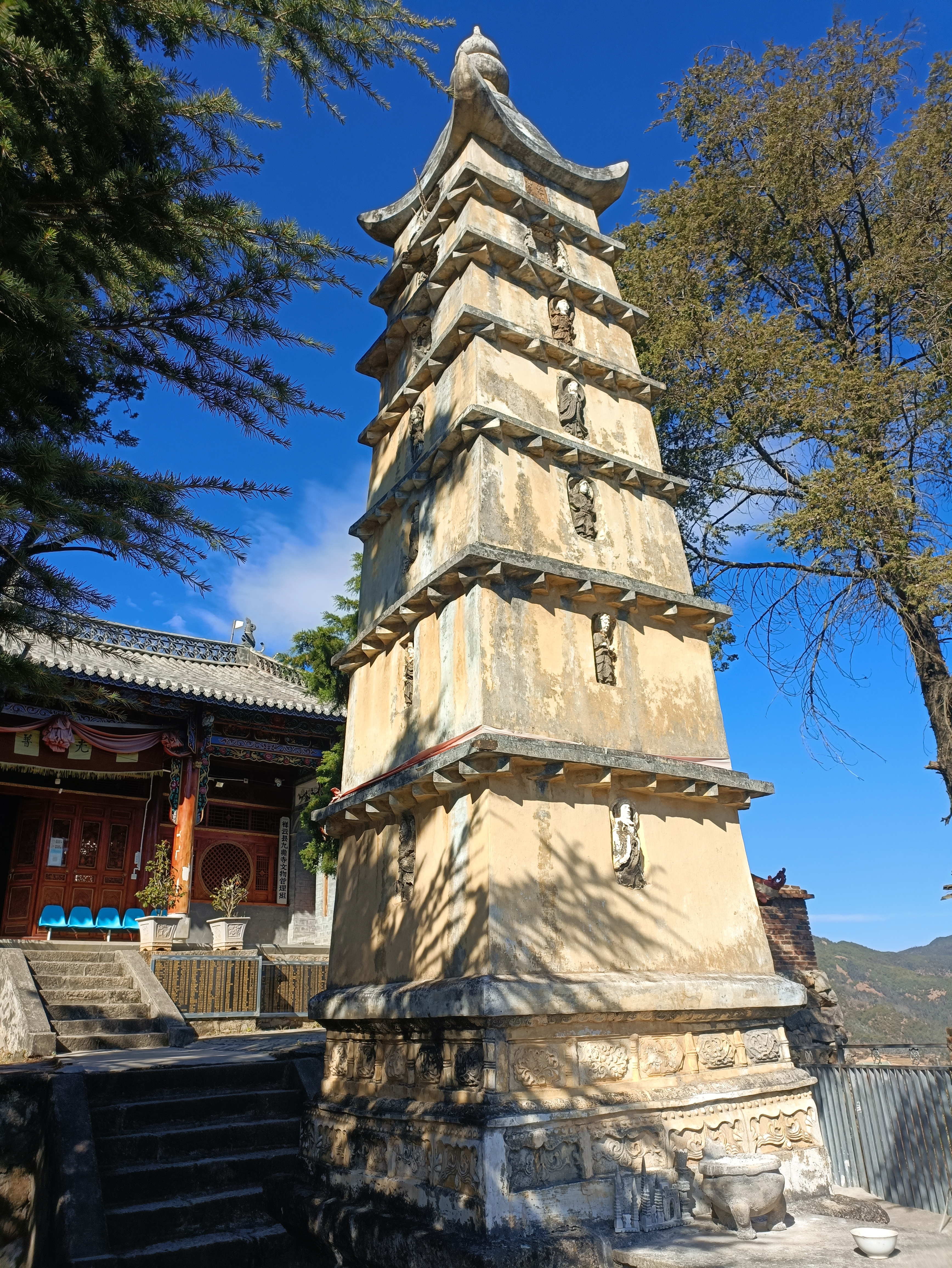
南塔
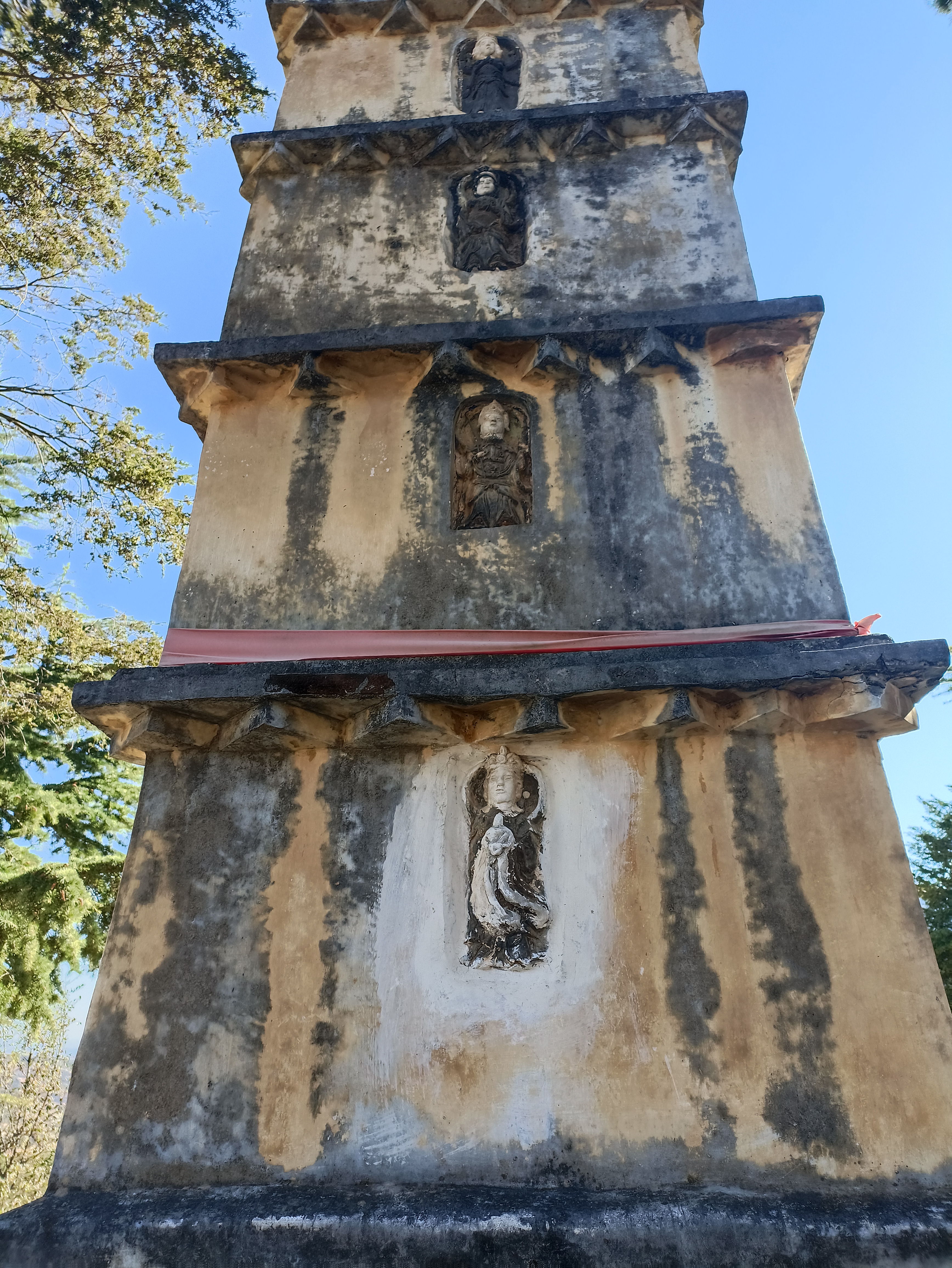
南塔
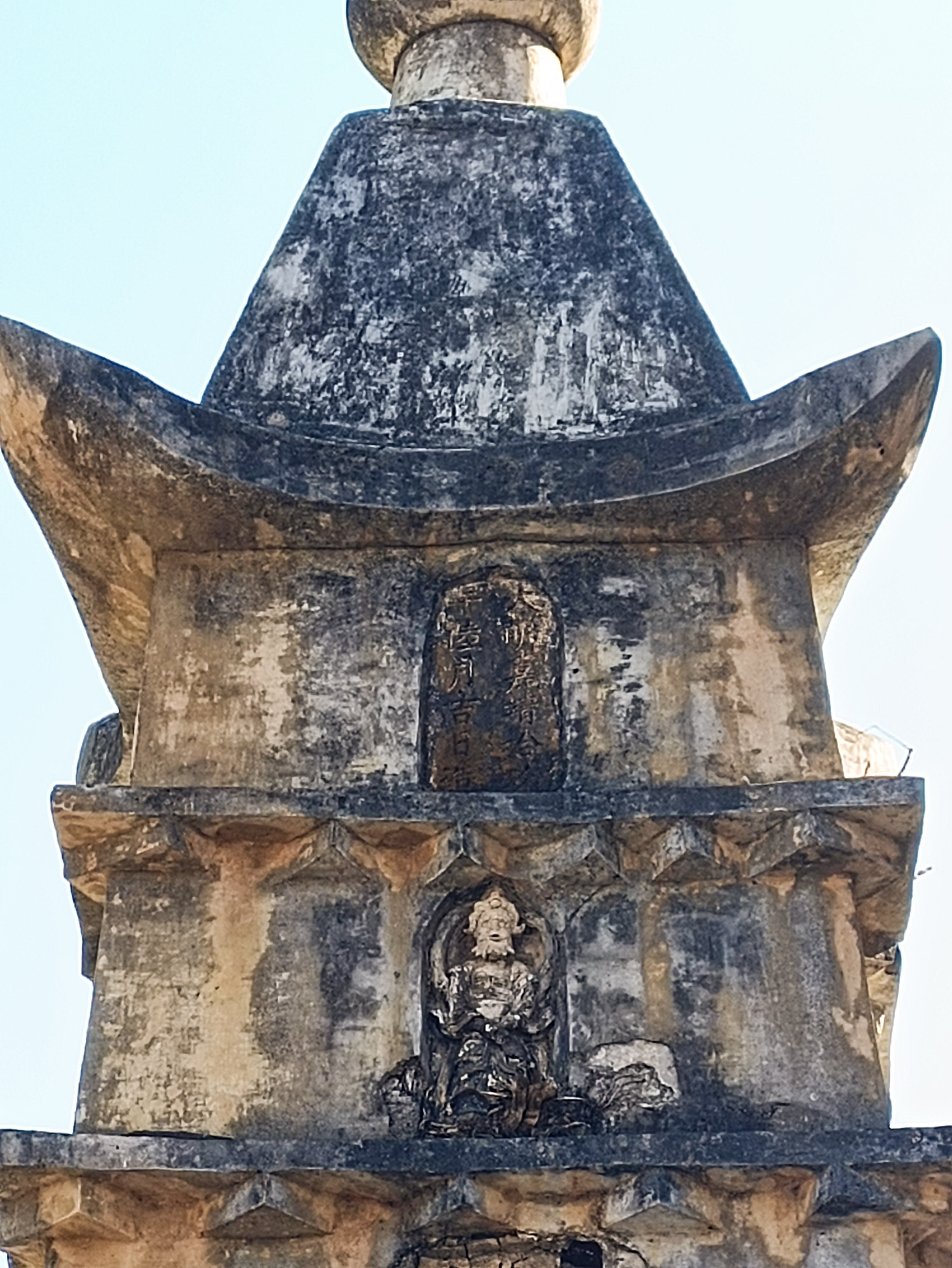
南塔
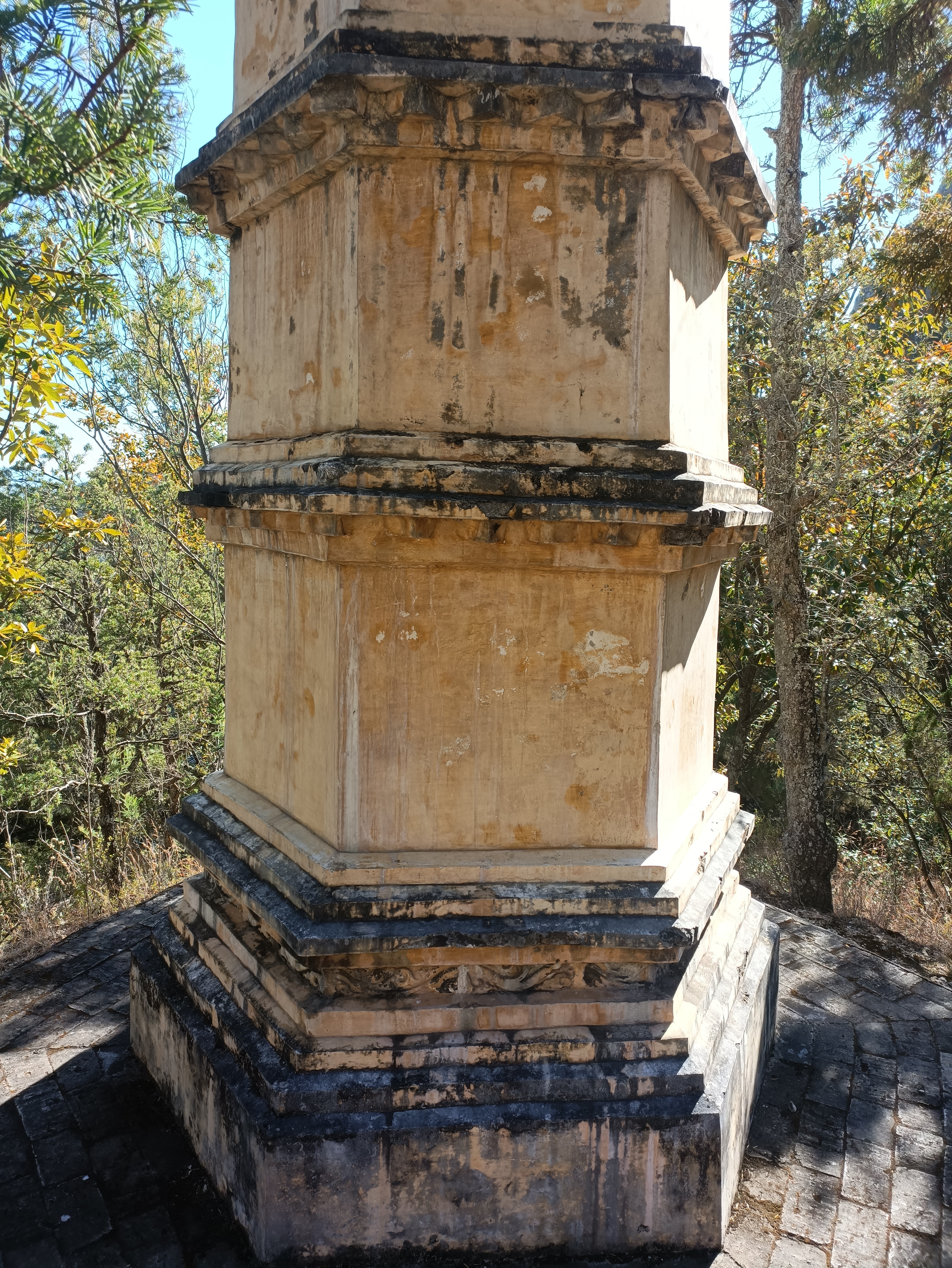
北塔